# Hostienwunder

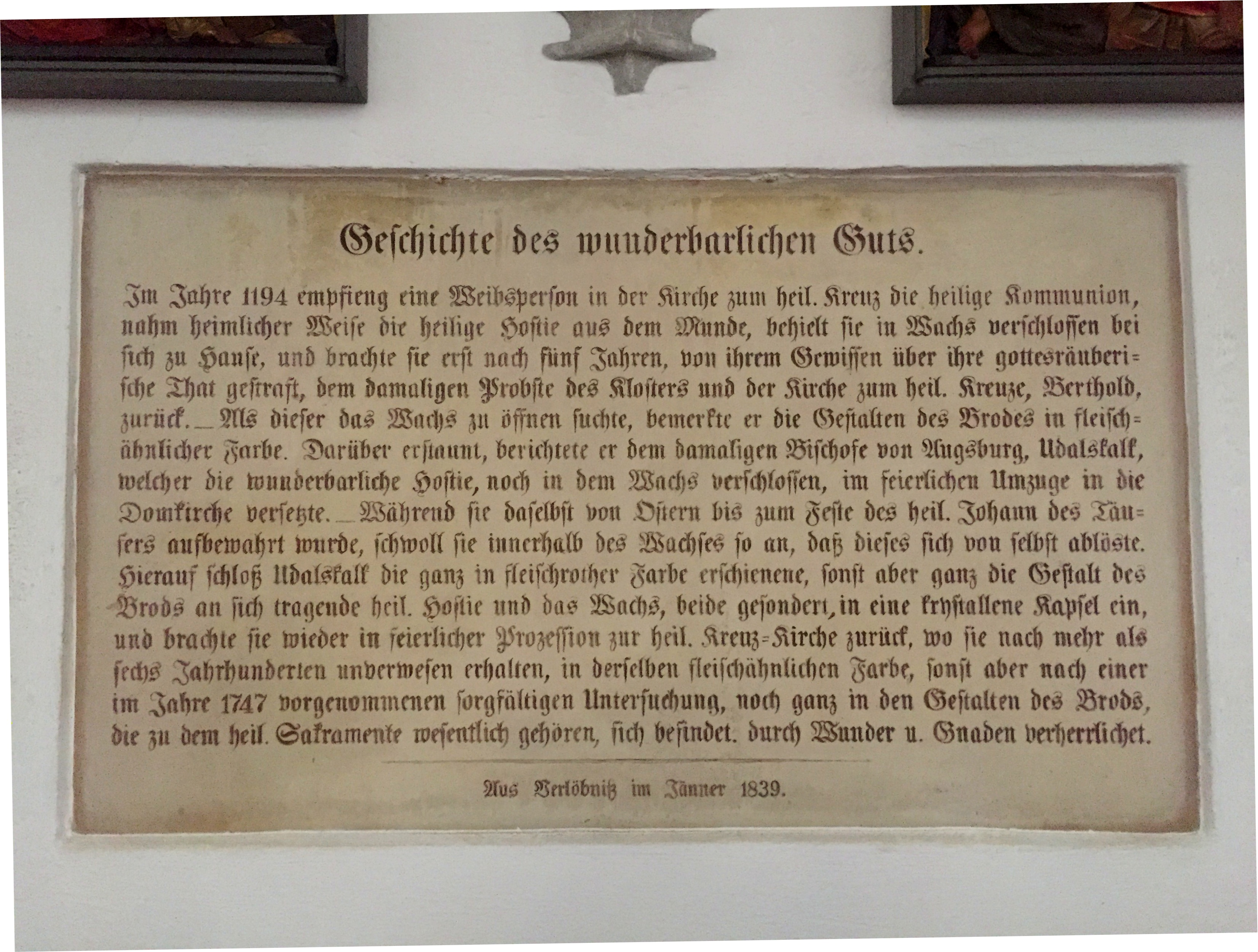
Beschreibung des Hostienwunders „Wunderbarliches Gut“ von Augsburg

Unter einem Hostienwunder versteht man ein eucharistisches Wunder, das unerklärte Erscheinungen an einer konsekrierten Hostie beinhaltet. Die häufigsten Erzählungen über Hostienwunder seit dem 12. Jahrhundert sind Berichte über Bluthostien, an denen sich auf wunderbare Weise Blut gezeigt haben soll.
Die Erscheinungen werden oft im Zusammenhang mit ritueller Nachlässigkeit, mit Glaubenszweifeln oder mit angeblichem Hostienfrevel beschrieben. Im letzteren Fall waren es oft Juden, denen Hostienfrevel zur Last gelegt wurde, so bei den Hostienwundern von Röttingen, Deggendorf, Sternberg und Flassau. Hostienwunder waren daher auch Anlass für antijüdische Pogrome.

## Hintergrund und Geschichte
Da nach der im 11. und 12. Jahrhundert diskutierten kirchlichen Lehre bei der Messe Brot und Wein substanziell in den Leib und das Blut Christi verwandelt werden (Realpräsenz), entstanden im Mittelalter zahlreiche Legenden darüber, dass diese normalerweise nicht sinnlich wahrnehmbare Verwandlung nach außen sichtbar geworden sei. Solche Wunderberichte spielten auch bei der Entstehung des Fronleichnamsfestes eine Rolle.
Nachdem im 11. Jahrhundert Berengar von Tours eine materielle Verwandlung der eucharistischen Gaben bestritten hatte, wurden Bluthostien zu einer Art Gottesurteil über die „wahre Lehre“. Es gibt auch Berichte, nach denen sich in der Heiligen Messe die Hostie in Fleisch und der Wein in Blut verwandelt haben sollen.
Als erstes Hostienwunder der Kirchengeschichte wird seit einigen Jahrzehnten häufiger das eucharistische Wunder von Lanciano genannt. Es wird erstmals in einem Dokument aus dem Jahr 1631 erwähnt, das den Ursprung einer in Lanciano – dem legendären Geburts- und Sterbeort des heiligen Longinus – aufbewahrten Blut- und Hostienreliquie mit einem Wunder erklärt, das angeblich im 8. Jahrhundert einem griechischen Mönch widerfahren sein soll. Die dortige „Hostie“ soll Untersuchungen zufolge eine mumifizierte Scheibe menschlichen Herzgewebes sein, die mit Zwecknägeln auf einem Holzbrett befestigt wurde. Reliquien mit Blutstropfen, die im eucharistischen Kontext entstanden sein sollen, werden u. a. auch in Brügge, Mantua und Bolsena verehrt, wo allerdings keine Hostienreste erhalten sind. Ein Grund dafür, dass das Phänomen gehäuft seit dem 13. Jahrhundert auftrat, dürfte neben dem frömmigkeitsgeschichtlichen Umschwung zur Gotik mit ihrer leiborientierten Schmerzensmystik auch sein, dass etwa seit dem 12. Jahrhundert in der lateinischen Kirche ungesäuerter Brotteig für Hostien verwendet wird, denn das Bacterium prodigiosum kann auf Sauerteigen nicht wachsen.
Hostienwunder riefen teils nur kurzlebige, teils auch bis heute andauernde Wallfahrtsbräuche hervor. Die märkische Wunderblutkirche Wilsnack und die Kapelle des Heiligen Blutes in Sternberg wurden wegen solcher Hostienwunder in Nordeuropa zu Zielen von Wallfahrten. Die Wunderblutkirche Wilsnack war Ziel des Pilgerwegs von Berlin nach Wilsnack. Im Süden war Seefeld in Tirol wegen seines Hostienwunders ein beliebter Pilgerort. Auf der Basis dieser Sage schrieb und inszenierte der Autor und Regisseur Holm Dressler das Theaterstück „Das Hostienwunder von Seefeld“, das im September 2016 in Seefeld in Tirol uraufgeführt wurde.

## Erscheinungen im Vorstellungskreis der eucharistischen Wunder

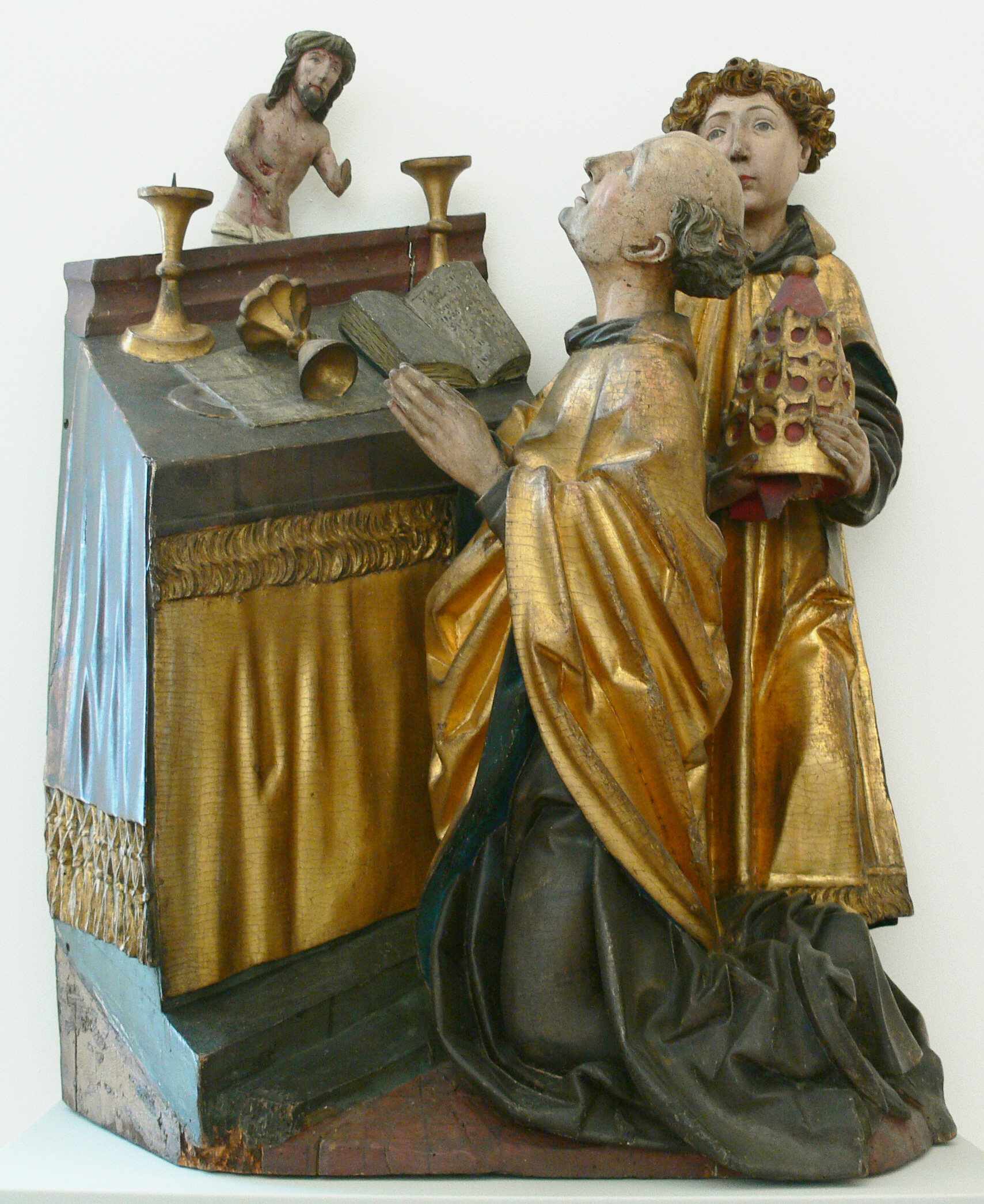
Messe des hl. Papstes Gregor, Ulm oder Ravensburg um 1480 (Bode-Museum Berlin)

Zum Vorstellungskreis der eucharistischen Wunder gehören auch Erscheinungen, die dem Priester während der Messe zuteilgeworden sein sollen.
Bekanntestes Beispiel ist die Gregorsmesse, ein seit dem 13. Jahrhundert verbreiteter Bildtyp, der auf einen Bericht des Paulus Diaconus über eine Messe Gregors des Großen zurückgeht. Abgebildet ist die Erscheinung Jesu als Schmerzensmann, der ihm in der Messe erschienen sein soll. Bei Paulus Diaconus ist allerdings nur von einem blutigen Finger die Rede.
Ein typisches Beispiel für eine frühe Wundererzählung ist auch der böhmische Priester Peter von Prag, der nach Zweifeln an der Wirklichkeit der Wandlung 1263 in Bolsena das Brot für die Kommunion gebrochen und dabei Blutstropfen entdeckt haben soll.

## Abgrenzung zu Blutreliquien
Von eucharistischen Wundern zu unterscheiden sind Legenden über den Verbleib des Blutes Jesu, das bei seiner Kreuzigung aufgefangen worden sein soll. Zur Zeit der Kreuzzüge verband sich die Legende von Josef von Arimathäa, der das Blut Jesu aufgefangen haben soll, mit dem Ritterepos von der Artusrunde zur Gralssage. Andere Legenden berichteten, dass Maria Magdalena oder der römische Offizier Longinus das Blut aufgefangen hätten. Im 13. Jahrhundert wurden Blutreliquien populär – Ampullen mit dem Blut Jesu oder eines Märtyrers, die an bestimmten Tagen durch Flüssigwerden ihre Wunderkraft zeigten. Oft wurden derartige Blutreste mit eucharistischen Wundern in Zusammenhang gebracht oder erklärt.

## Theologisch begründete Kritik
Schon seit der Entstehungszeit dieses Wundertyps gab es daran theologisch begründete Kritik. Albertus Magnus hielt derartige Wunder für Visionen. Thomas von Aquin betrachtete sie skeptisch, da er ihren Sinn in Frage stellte und sie als Widerspruch zu seiner Lehre von der streng übernatürlichen (und darum äußerlich definitionsgemäß nicht wahrnehmbaren) Transsubstantiation ansah. Auch Nikolaus von Kues wandte sich entschieden gegen den Bluthostienkult, ebenso Jan Hus auf dem Konzil von Konstanz, desgleichen die Erfurter Theologen, die gegen die Wallfahrt nach Wilsnack eintraten und dazu auf die kritische Haltung des Thomas von Aquin zum eucharistischen Wunder verwiesen. Sie konnten sich nicht gegen die päpstliche Kurie durchsetzen, die die Wallfahrt 1453 sanktionierte. In den theologischen Diskussionen des Mittelalters warfen vor allem der theologische Zweck solcher Erscheinungen, die unklare Logik des Wundergeschehens und die damals noch uneinheitlich gehandhabte Praxis der Aufbewahrung geweihter Hostien Fragen auf.

## Heutige Beurteilung
Heute geht man auch unter römisch-katholischen Fachleuten überwiegend davon aus, dass es sich bei den historisch überlieferten Erscheinungen großteils um fromme Legenden, um Betrug, Selbsttäuschungen oder auch anderweitig erklärbare Phänomene handelt. Nur bei überzeugenden Hinweisen auf ein mögliches übernatürliches Geschehen erlaubt die römisch-katholische Kirche auch heute noch Verehrungshandlungen, so etwa in Polen, wo am 17. April 2016 der Bischof von Liegnitz die Verehrung einer im Dezember 2013 aufgetauchten Hostie genehmigte, welche „die charakteristischen Merkmale eines eucharistischen Wunders“ aufweise. Ein etwa gleichzeitig im Bistum Salt Lake City in den USA untersuchtes Ereignis wurde hingegen nicht anerkannt.

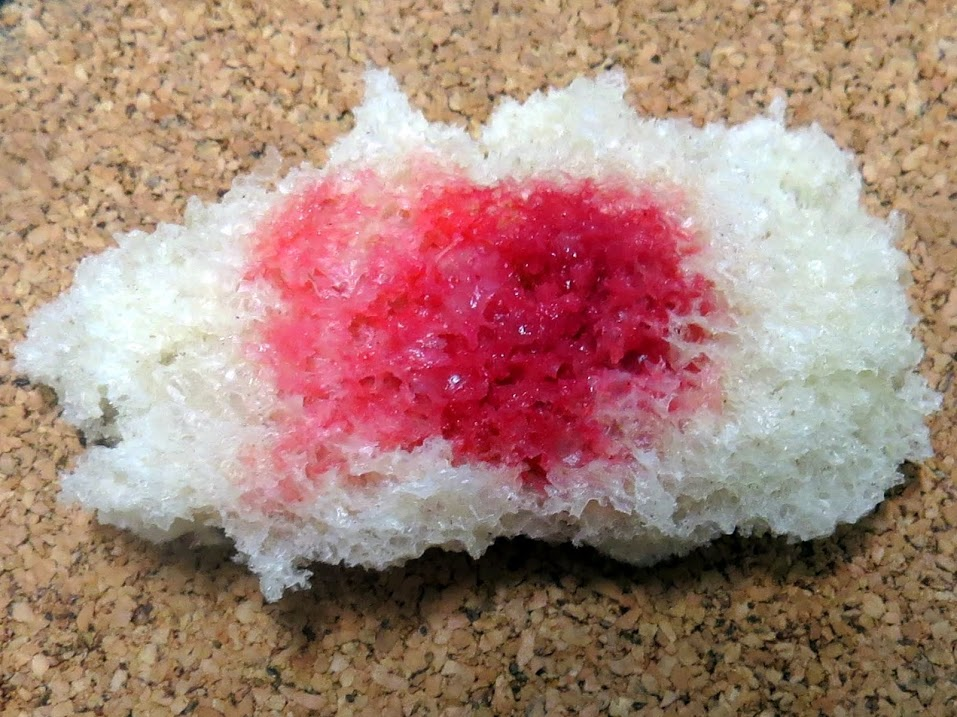
Serratia marcescens auf Brot wachsend

Insbesondere das Bakterium Serratia marcescens (auch Bacterium prodigiosum genannt, „Wunderbakterium“) soll für viele Erscheinungen vom Typ eines Hostienwunders verantwortlich sein. Dabei treten rötliche Gewächse an den Hostien auf, die als Blutreste gedeutet werden. Das Bakterium entfaltet sich besonders rasch auf mit Wein getränkten Hostien, früher die übliche Aufbewahrungsweise des Allerheiligsten im Tabernakel. Auch der Schimmelpilz Neurospora crassa kann auf Hostien gedeihen und diese rot verfärben, was ebenfalls den falschen Eindruck eines Blutwunders erweckt. Auch bei gewässerten Hostien kommt derartiger Pilz- oder Bakterienbewuchs oft vor (Auflösung in Wasser ist übliche Art der Vernichtung geweihter Formen, die wegen Verschmutzung oder Beschädigung nicht mehr konsumiert werden können).
Durch Pilz- und Bakterienbefall nicht zu erklären sind Wunder, bei denen menschliches Blut oder Körperzellen an den Hostien gefunden werden, die histopathologisch untersucht und näher bestimmt werden können, oder wo Wucherungen aus solchen Zellen an den Hostien gefunden werden (meist als „Herzgewebe“ identifiziert). Ein solches Wunder soll sich 2013 in Liegnitz ereignet haben. Allerdings waren an der Untersuchung der dort an gewässerten Hostien entdeckten Zellen strenggläubige Pathologen beteiligt, die bereits 2009 ein gleichartiges, angebliches Hostienwunder in einer anderen polnischen Diözese positiv begutachtet hatten.

### Lexikonartikel
- Walter Michel: Blut und Blutglaube im Mittelalter. In: Theologische Realenzyklopädie (TRE). Band 6, de Gruyter, Berlin / New York 1980, ISBN 3-11-008115-6, S. 737–738.
- Bluthostien. In: Carl Andersen (†), Georg Denzler: Wörterbuch Kirchengeschichte. Aktualisierte Lizenzausgabe, marix, Wiesbaden 2004, ISBN 3-937715-23-1 (Erstausgabe Kösel, München 1982/1997, ISBN 3-466-20227-2), S. 134 f.
- Dirk Kocks: Blutwunder (Blut, Heiliges; Bluthostien). In: Lexikon des Mittelalters (LexMA). Band 2. Artemis & Winkler, München/Zürich 1983, ISBN 3-7608-8902-6, Sp. 292 f.
- Alois Döring: Bluthostien. In: Walter Kasper (Hrsg.): Lexikon für Theologie und Kirche. 3. Auflage. Band 2. Herder, Freiburg im Breisgau 1994, Sp. 539.
- Alois Döring: Blutwunder. In: Walter Kasper (Hrsg.): Lexikon für Theologie und Kirche. 3. Auflage. Band 2. Herder, Freiburg im Breisgau 1994, Sp. 541.

### Beiträge
- Luigi Garlaschelli: Chemie der Wunder. In: Chemie in unserer Zeit, Band 33 (1999), Nr. 3, S. 152–157.
- Werner Köhler: Blutwunder und Wunderblutbakterien. In: Angelika Lozar, Sybill De Vito-Egerland (Hrsg.): Mittelalter und Renaissance. In honorem Fritz Wagner. Saur, München 2004, ISBN 3-598-73018-7, S. 47–72.
- Peter Browe: Die eucharistischen Verwandlungswunder des Mittelalters. In: ders.: Die Eucharistie im Mittelalter. Liturgiehistorische Forschungen in kulturhistorischer Absicht (= Vergessene Theologen, Band 1). 5. Auflage, Lit Verlag, Berlin 2010, S. 265–289.

### Monographien
- Johannes Heuser: Heilig-Blut in Kult und Brauchtum des deutschen Kulturraumes. [Bonn] 1948, DNB 481653996 (Dissertation Universität Bonn, Philosophische Fakultät, 12. August 1948, 262 Seiten).
- Olaf B. Rader: Hokuspokus. Bluthostien zwischen Wunderglaube und Budenzauber. Wilhelm Fink, Paderborn 2015, ISBN 978-3-7705-5738-7.